# Salvador González Marco
Salvador González Marco, més conegut com a Voro (L'Alcúdia, Ribera Alta, 9 d'octubre de 1963) és un exfutbolista i entrenador de futbol valencià.
Voro jugava com a defensa i la major part de la seua carrera va transcórrer al València CF i al Deportivo (un total d'11 temporades de La Liga, 318 partits), i també ha fet d'entrenador del València CF diverses vegades.
Voro va representar Espanya a la Copa del Món de Futbol 1994.

## Carrera com a jugador
Nascut a València, Voro es va graduar al planter del València CF de la seva ciutat natal, i va passar a representar el filial en els seus dos primers anys com a sènior. Després d'un any i mig cedit amb el CD Tenerife a Segona Divisió, va jugar vuit temporades –set a la Lliga– amb el primer equip dels Xe, que va incloure 37 partits amb dos gols la 1989–90 en un any en què van acabar segons.
Posteriorment, Voro es va incorporar al Deportivo de La Corunya, sent una part fonamental en l'ascens del Super Depor a principis i mitjans dels anys noranta. Després d'haver començat la campanya 1996–97 amb els gallecs, la va acabar amb el CD Logroñés, retirant-se a la segona volta de la temporada l'any 1999.

### Clubs
- CE Mestalla - 1983-1984 - Segona B
- CD Tenerife - 1984-1985 - Segona divisió
- València CF - 1985-1993 - Primera divisió (excepte 1986-1987 en Segona divisió)
- Deportivo de La Coruña - 1993-1996 - Primera divisió
- CD Logroñés - 1996-1997 - Primera divisió

### Palmarès
- 1 Copa del Rei - Deportivo de La Coruña - 1995
- 1 Supercopa d'Espanya - Deportivo de La Coruña - 1995

### Selecció espanyola
Va ser internacional amb la selecció espanyola en nou partits. Va debutar el 13 d'octubre de 1993 front a Irlanda a Dublín en un partit que el combinat espanyol va guanyar per un a tres.
Va participar en la fase final del Mundial dels Estats Units 1994 disputant un únic partit front a Bolívia.

## Carrera com a entrenador
Voro ha fet d'entrenador del València CF en diverses ocasions, normalment com a entrenador interí, després de destitucions de diversos entrenadors titulars, com en els casos de Ronald Koeman, Mauricio Pellegrino, Nuno Espírito Santo, Pako Ayestarán, i Cesare Prandelli.
El 30 de desembre de 2016 es feu càrrec del primer equip valencianista per cinquè cop, després de la dimissió de Cesare Prandelli. D'ençà, ha tornat a fer-se càrrec de l'equip després de les destitucions d'Albert Celades, i Javi Gracia.
El 30 de gener de 2023 va tornar a ser l'entrenador interí del València, després de la destitució del tècnic Gennaro Gattuso.